# Ernst Thoma (Komponist, 1953)

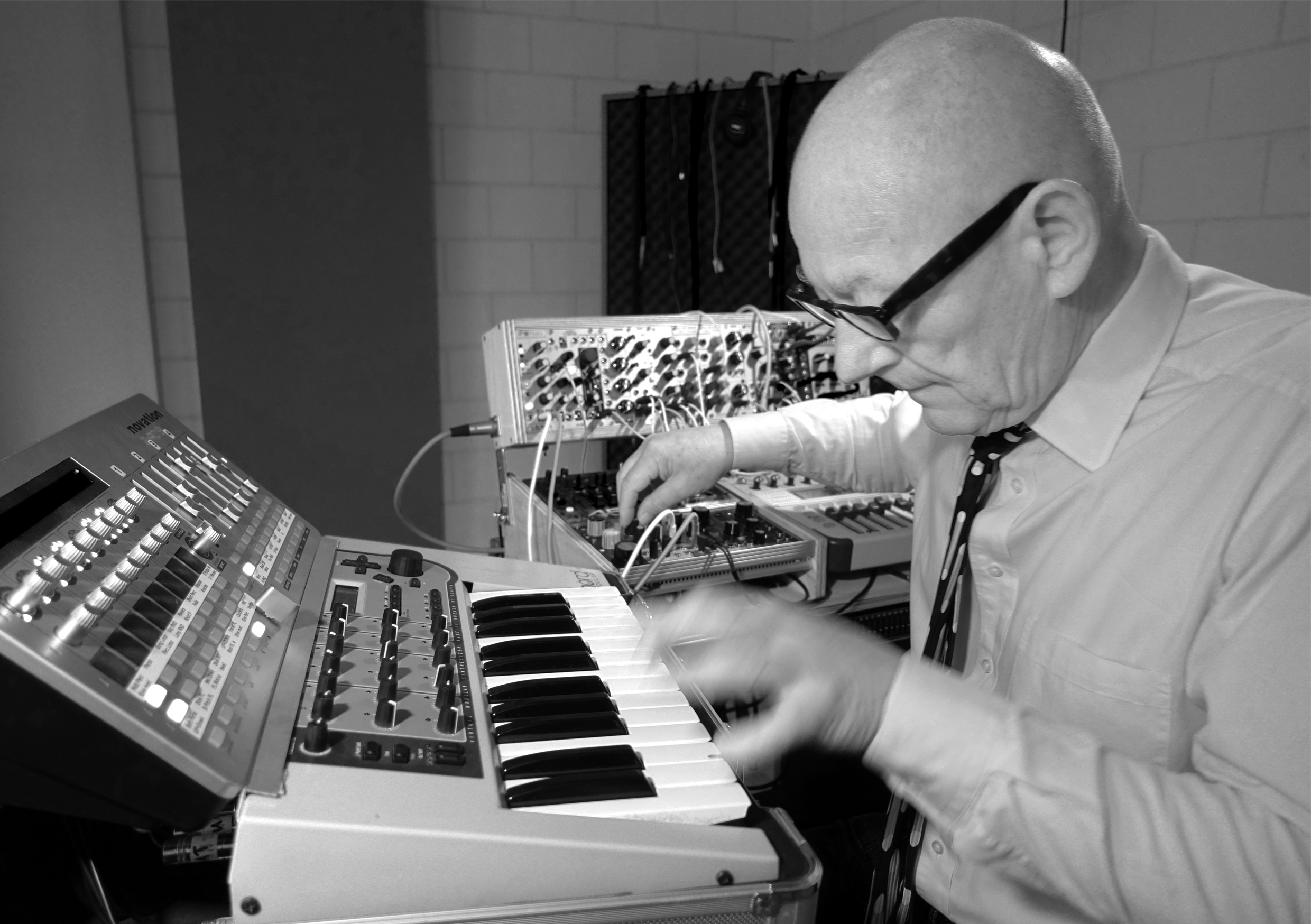
Ernst Thoma im Studio, 2016

Ernst Thoma (geboren 2. Januar 1953 in Mühlehorn; gestorben 14. November 2020 in Zürich) war ein Schweizer Künstler und Komponist. Er gilt als einer der Pioniere der elektronischen Musik in der Schweiz. Er arbeitete als Mediakünstler, Komponist, Musiker und Sounddesigner.

## Leben
Ernst Thoma wuchs am Walensee und in Glarus auf. Von 1969 bis 1973 machte er eine Lehre als Buchdrucker und nebenbei einen Fernkurs in Elektronik. Schon in seiner Jugend begann er Generatoren, Filter und andere musikalisch verwendbare elektronische Geräte zu bauen und zu spielen. Ab 1974 besuchte er für zwei Jahre die F+F Schule für Kunst und Mediendesign in Zürich. Anschliessend folgten zwei Jahre an der Musikakademie Basel im elektronischen Studio bei David Johnson.
In den 1980er Jahren folgte eine Studio- und Konzerttätigkeit in ganz Europa mit verschiedenen Formationen wie UnknownmiX (mit Magda Vogel und Knut Remond) sowie Performances mit dem Künstler Peter Trachsel von 1978 bis 1982. Daneben arbeitete er auch mit Stephan Wittwer und Gabi Delgado.
Ab 1995 baute Thoma in Stein am Rhein ein Studio für elektronische Musik und Sounddesign auf. In den folgenden Jahren übernahm er vor allem Auftragsarbeiten. Anfangs waren es Werbung, Film, Mehrkanal-Klangräume (Expo.02) und Medienproduktionen, später vor allem Audioarbeiten in Zusammenarbeit mit Kunstschaffenden aus unterschiedlichen Bereichen, wie dem Mathematiker und Jazzpianisten Guerino Mazzola, der Pianistin Claudia Rüegg, dem Sänger David Thorner, den Künstlern Christoph Rütimann, Ugo Rondinone und Christoph Schreiber und dem Schauspieler Dominique Rust.
1996 baute Thoma ein neues Live-Instrument, die «Blue Wheel Instant Composing Machine» auf und damit einhergehend war er ab 1998 wieder vermehrt in Konzerten zu sehen. Er entwickelte und baute bis Ende der 1990er Jahre unter dem Label TMS viele verschiedene Synthesizer und elektronische Gerätschaften für Musiker, Studios und den Eigengebrauch.
Ab 2000 beschäftigte sich Thoma vor allem mit eigenen Projekten, Konzerten und Ausstellungen. Neben den Audioarbeiten entstanden auch Medieninstallationen und Videoarbeiten, z. B. die Videoinstallation Landscape 5 in 2004 oder Höllensturz im Jahr 2007.
Wichtige musikalische Projekte seit 2000 waren TRANSELEC mit Luigi Archetti, die CD slants mit der Hamburger Trompeterin Birgit Ulher, und Kompositionen für das X Quartett mit Raphael Camenisch, Jürg Henneberger, Daniel Buess und Aleksander Gabryś. Als Musiker arbeitete er in verschiedenen Programmen von Christoph Gallio.
Ernst Thoma lebte in Stein am Rhein.

## Tonträger
- Dorothea Schürch - Michel Seigner - Ernst Thoma: Interni Pensieri (Intakt Records 1997)
- Birgit Ulher - Ernst Thoma: Slants (Unit Records 2003, UTR 4146)
- Time Layer (Unit Records 2004, UTR 4146)

### LPs
- 1984 UnknownmiX
- 1985 UnknownmiX – Loops (recrec Music 09)
- 1987 UnknownmiX – sliver (recrec Music 18)
- 1989 UnknownmiX – whaba (recrec Music 27)
- 2017 TV-TOTEM 3 -  (Orbeatize: ORB-09)
- 2017 TV-TOTEM 4 -  (Orbeatize: ORB-08)
- 2018 TV-TOTEM 1+2 (Orbeatize: ORB-10)
- 2018 Modern Tracks   (Orbeatize: ORB-13)

### EPs
- 1988 UnknownmiX – SNACKS (recrec Music 22)
- 2006 UnknownmiX – the siren (Playhouse, PLAY127)
- 2017 UnknownmiX – Chew Some More (Lux Rec, LXRC31)

## Auszeichnungen
- 1986: Werkjahr der Stadt Zürich mit UnknownmiX
- 2005: Berlinstipendium der Thurgauer Wirtschaft
- 2016: Ernte Kunstpreis der Schweizer Mobiliar